# 唯丸
唯丸®（ゆいまる、1991年2月17日-)は日本のアーティスト、ギタリスト、コンポーザー、DJである。日本の男性アイドルグループ「ぶらっくしーぷしんどろーむ。」のリーダーを務めていた。
| スタブアイコン | サブスタブ | この項目は、まだ閲覧者の調べものの参照としては役立たない、音楽関係者（バンド等）に関連した書きかけの項目です。この項目を加筆・訂正などしてくださる協力者を求めています（P:音楽/PJ:芸能人）。 |